# Jakusidzsi
A Jakusidzsi (japánul: 薬師寺, Hepburn-átírással: Yakushiji) a japán buddhista hosszó szekta egyik főtemploma Narában. A Jakusi Njorainak, a Gyógyítás buddhájának szenteltetett templomot 698 táján fejezték be Aszuka területén, ami a mai Narától délre fekvő Fudzsivara város közelében található. Azonban amikor a főváros Fudzsivarából Heidzsóba, a mai Narába költözött, a Jakusidzsit is átköltöztették az új fővárosba (718). Arról mind a mai napig nincs megegyezés, hogy újjáépítették-e a templomot az eredetihez híven az új helyén, vagy szétszedték, majd újra összeállították, azonban a ránk maradt eredeti keleti-pagoda alapján az első feltevés látszik igaznak. 

A Jakusidzsi építtetésének parancsát Temmu császár adta ki 680-ban, felesége betegeskedése idején. Ekkoriban még több nagy templom épült fel, amit később, a mai napig is „Nara hét nagy kolostorának” hívnak. Ezek a templomok nem mások, mint maga a Jakusidzsi, a Tódaidzsi, Kófukudzsi, Gangódzsi, Daiandzsi, Szaidaidzsi és a Hórjúdzsi. Ezek a templomok közül a Jakusidzsin kívül a Daiandzsit és Gangódzsit is átköltöztették az új fővárosba. 

## A Jakusidzsi felépítése
A templomegyüttes kivételes módon két pagodával, egy nyugatival és egy keletivel rendelkezik, amik az aranycsarnok (a templomudvar központjában álló épület) két oldalán találhatóak. Ebből levonható az a következtetés, hogy elsődlegesen nem a megszokott ereklyeőrzőként funkcionáltak a pagodák, hanem a dekorativitást hangsúlyozták ki ezzel az érdekes és egyedi lépéssel. 

A többi épület, mint a nyugati és keleti pagoda, az aranycsarnok, - amit nemrég egy 7. század végi épület rekonstruált másával helyettesítettek, ami illik a keleti pagoda stílusához- az aula közbülső emeletekkel és emeletközi kis tetőkkel voltak ellátva, ezzel többszintesnek láttatva az épületeket, mint amilyenek valójában. Ezáltal viszont az egész templomegyüttes változatos, letisztult, egységes megjelenésű, dekoratív, és igen kifinomult képet mutat. Egyesek szerint pont a különleges megjelenése miatt vihették át az új fővárosba, mert korszakalkotó építészeti stílusa, ami sok szerkezeti és dekoratív részletet tartalmaz, átvezet a korai Nara-korból a késői Nara-korba, a Tempjó korszakba. 

Jellegzetessége még a templomegyüttesnek az aranycsarnokban található Jakusi háromság szoborcsoport is, ami még tovább fokozza a templom különlegességét.

## Keleti pagoda
A templomegyüttesből csak a keleti pagoda az, ami eredetiként maradt ránk. A templom többi része egy 973-ban keletkezett tűzben pusztult el. Azonban a keleti pagoda régi szépségében maradt fenn, és Japán egyik legszebb pagodájának is tartják. Épp ezért hívják sokan a templom ezen részét „megfagyott zenének” is, ami hűen tükrözi azt az eleganciát, amit a pagoda mutat magából. 

Az egész korai Nara vagy más néven Hakuhó (Fehér főnix) korszakból csak ez az egyetlen eredeti épület, ami ránk maradt, de egyedüliként is jellegzetesnek mondható. A tulajdonképpeni háromszintes pagoda ötszintesnek tűnik a nagy, emeleti tetők közé betoldott kisebb tetők miatt. Ezek a betoldott emeletek helyén most fehérre vakolt falak láthatóak, eredetileg viszont sűrű rácsozat alkotta őket. Ezen kívül a két felső kisebb tetőnél előépítmény is található. 

A legfelső emeletre erősített rudat nem hiába tartják még ma is az egyik legszebbnek, hisz a máig fennmaradt áttört bronzlemezekkel ékesített, táncoló, muzsikáló angyalokat ábrázoló rúd kivételes szépségű.

## Jakusi háromsága

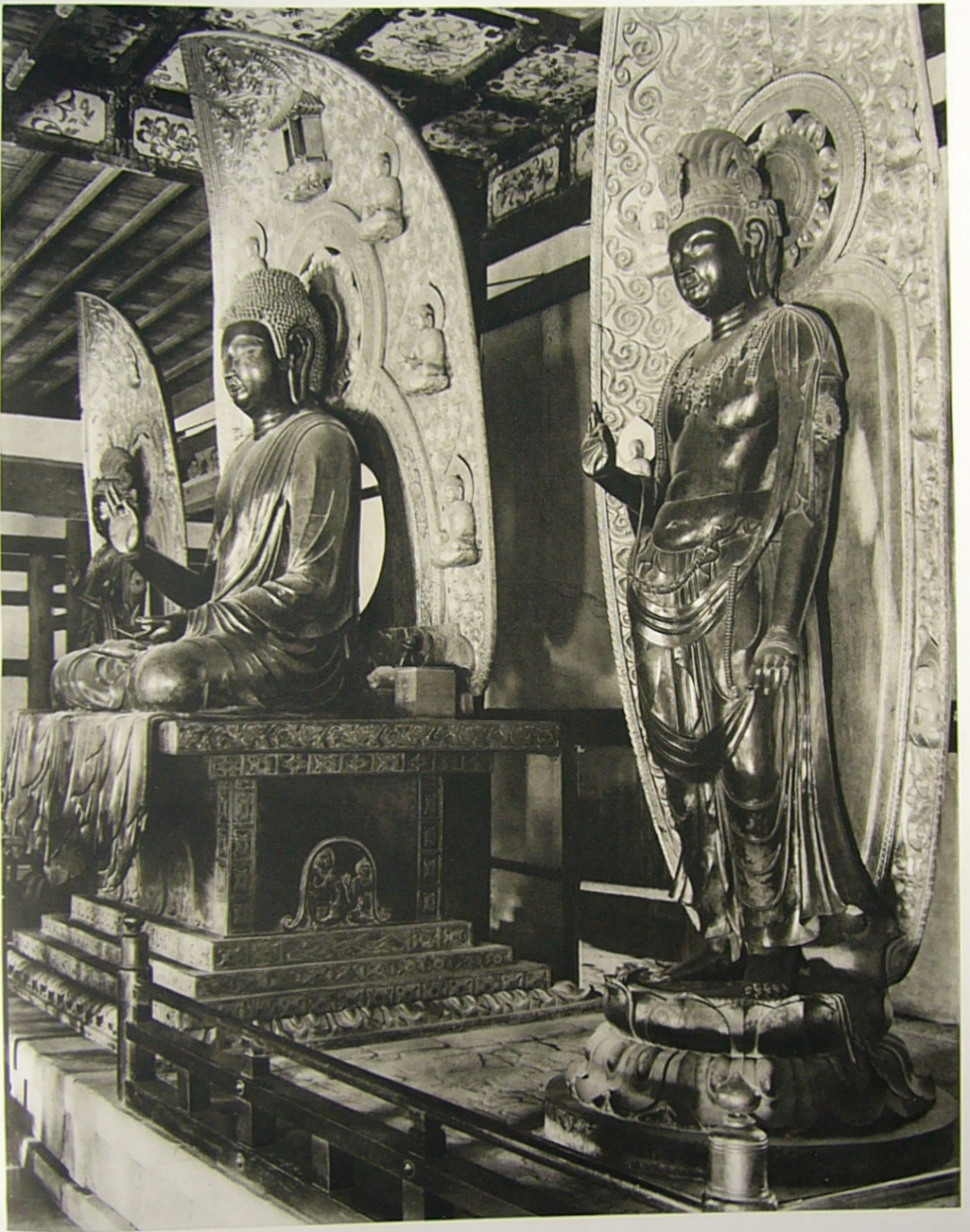
Jakusi háromsága

Jakusi Buddhát, a Gyógyítót ábrázolja, akiről maga a templom is el lett nevezve. Mellette Nikkó és Gakkó boszacu, a Nap és Hold bódhiszattvája látható. 

Nem tudjuk, hogy mikor keletkezhetett a szoborcsoport, mivel a templom áthelyezése miatt bizonytalan, hogy a költöztetés előtt, vagy után került a szobor a templomba. A becslések szerint, ha a templommal együtt szállították át a szobrokat, akkor 697 körül készíthették, ellenkező esetben 717 és 728 közötti időre datálják a keletkezését. E későbbi állítás azért tűnhet valószínűbbnek, mert a szobor mutatja a kínai plasztika befolyását, ami ebben az időintervallumban érvényesült igazán. 

Az alakok elevenebbek, oldottabbak, mivel nincs meg már bennük az a szigorú szimmetrikusság és merevség, ami az Aszuka korszakbeli szobrászatot jellemezte. A szobrok felsőteste itt kissé oldalra fordul, a csípő kissé kiugró, ezzel tovább hangsúlyozva a természetességet, könnyedséget, amit a ruharedőzés még tovább erősít. 
Mindez megmutatja, hogy az Aszuka korszakhoz képest mennyit fejlődött a plasztikus megformálás, hogy a szobrászat sokkal gazdagabbá, kifejezőbbé vált.  

 

 

## Képek

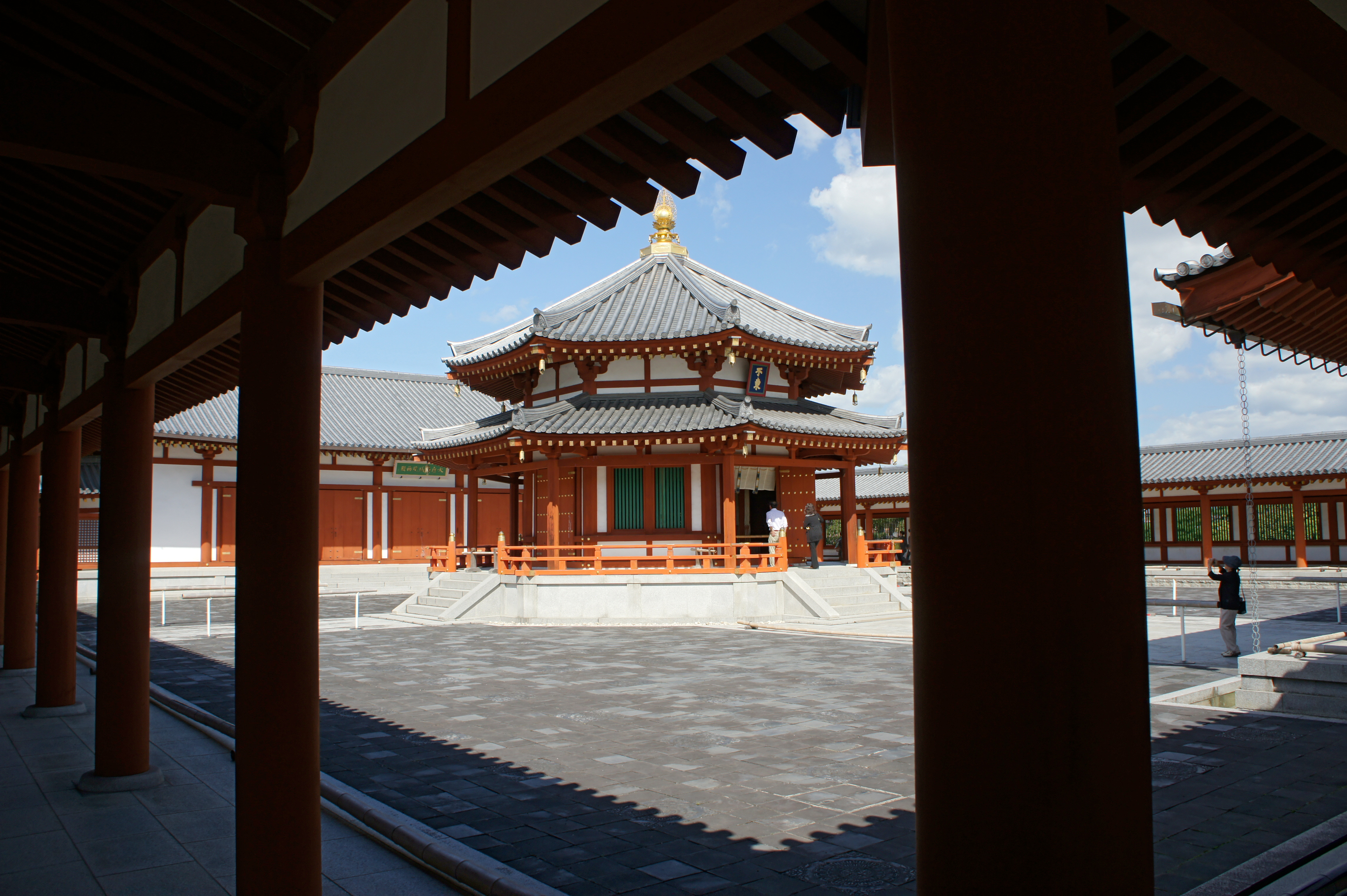
Gendzsó-szanzóin (Xuanzang Csarnok)
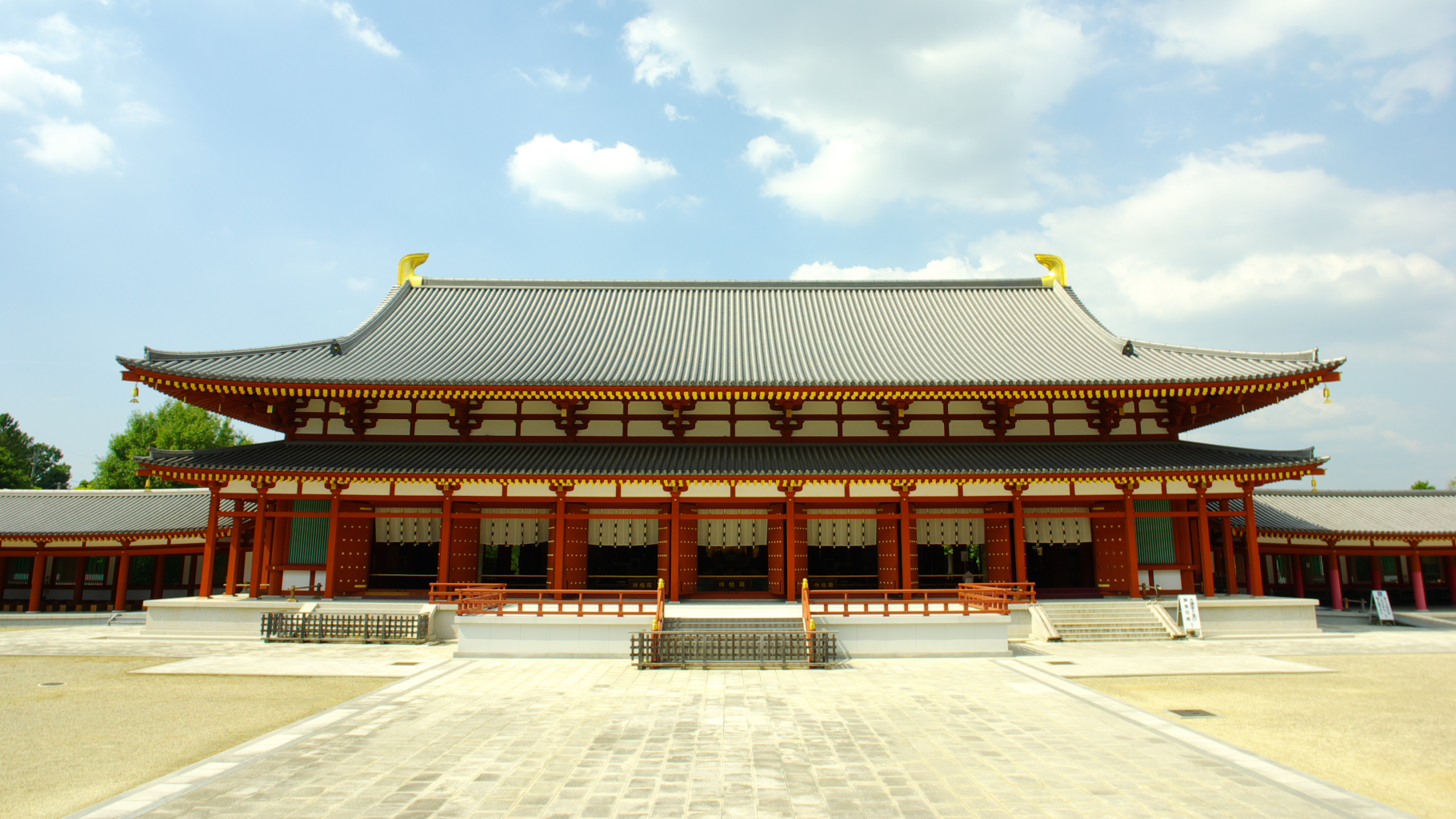
Daikodó
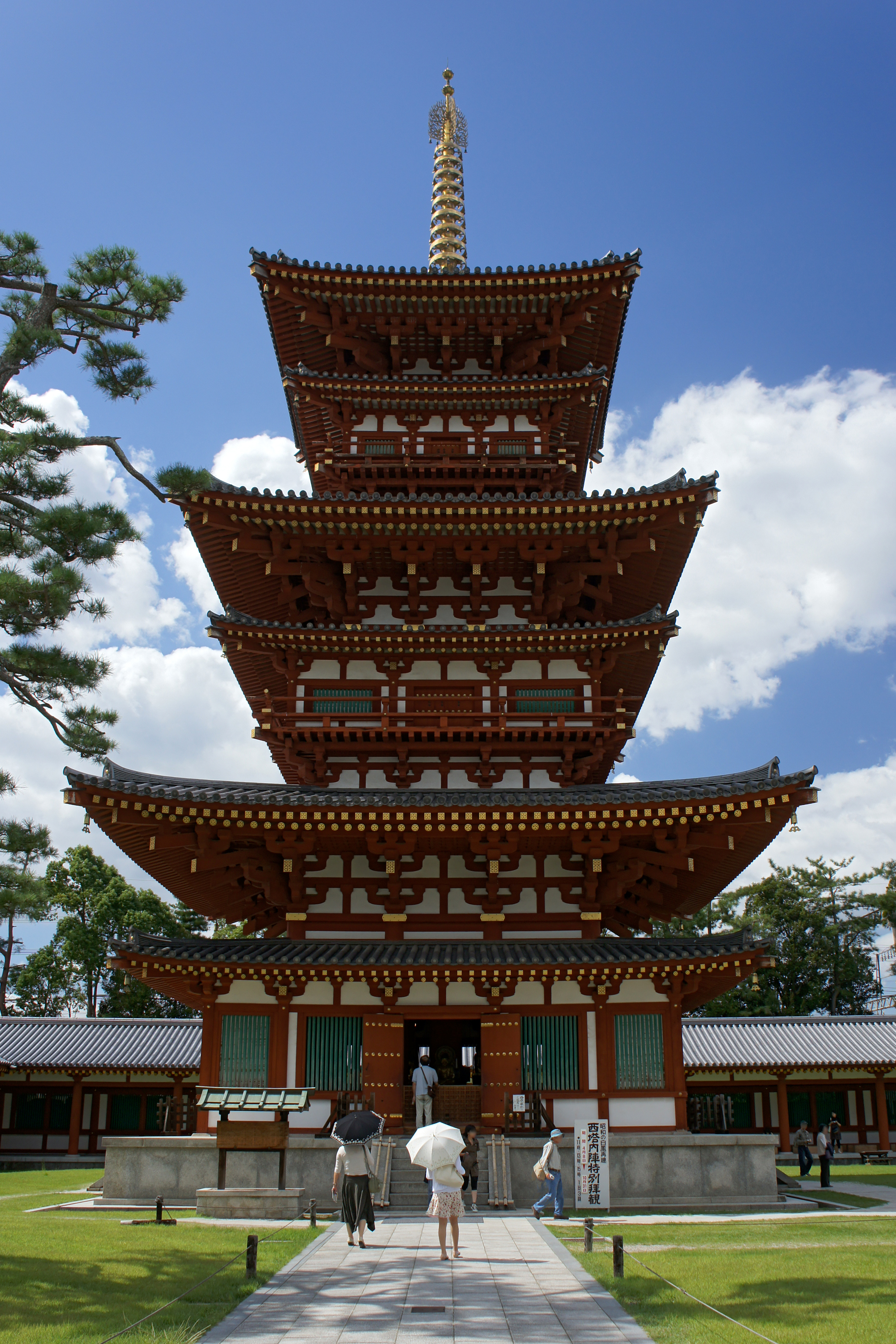
Szaitó (Nyugati Pagoda)
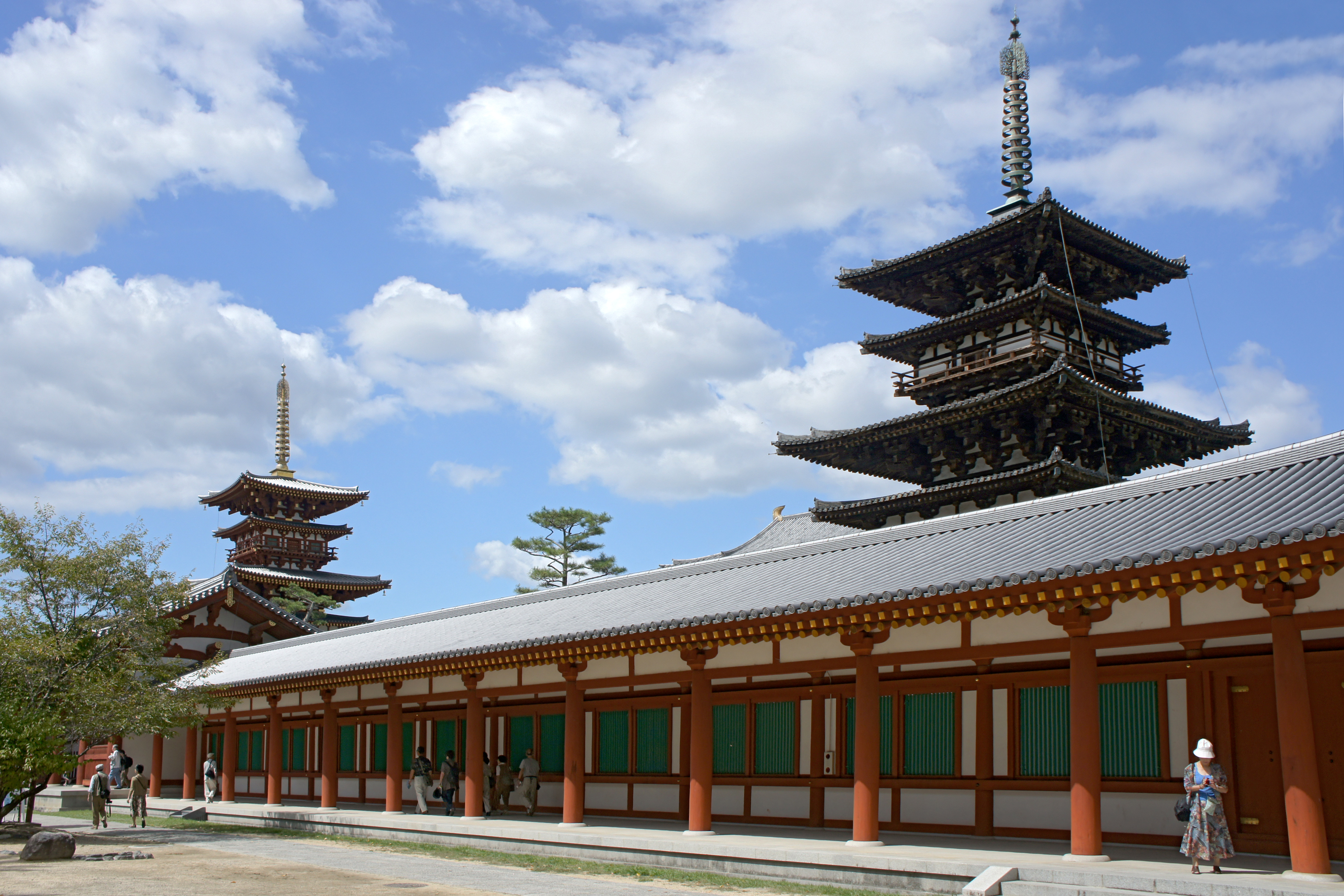
Tótó and Szaitó
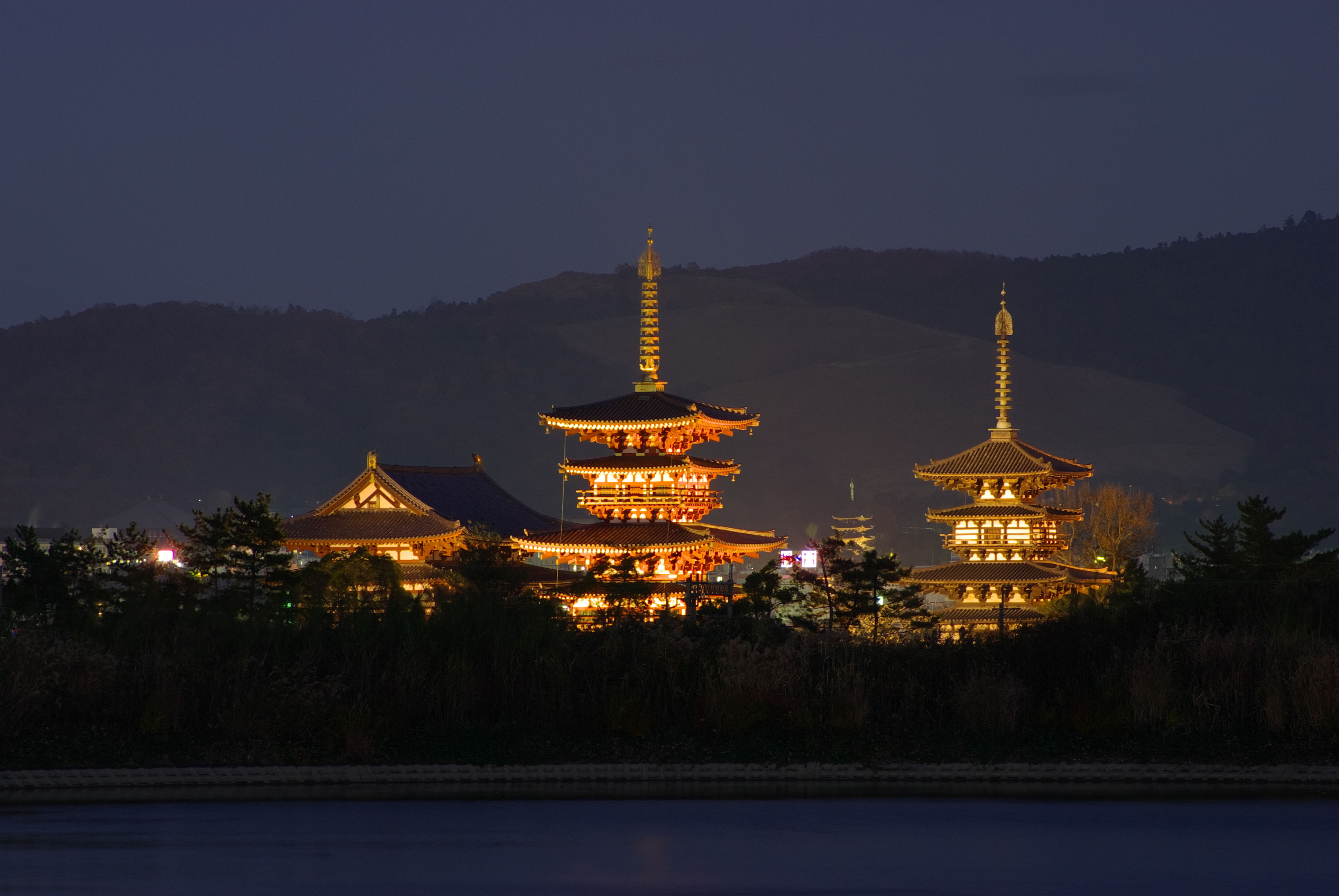
Éjszakai kép
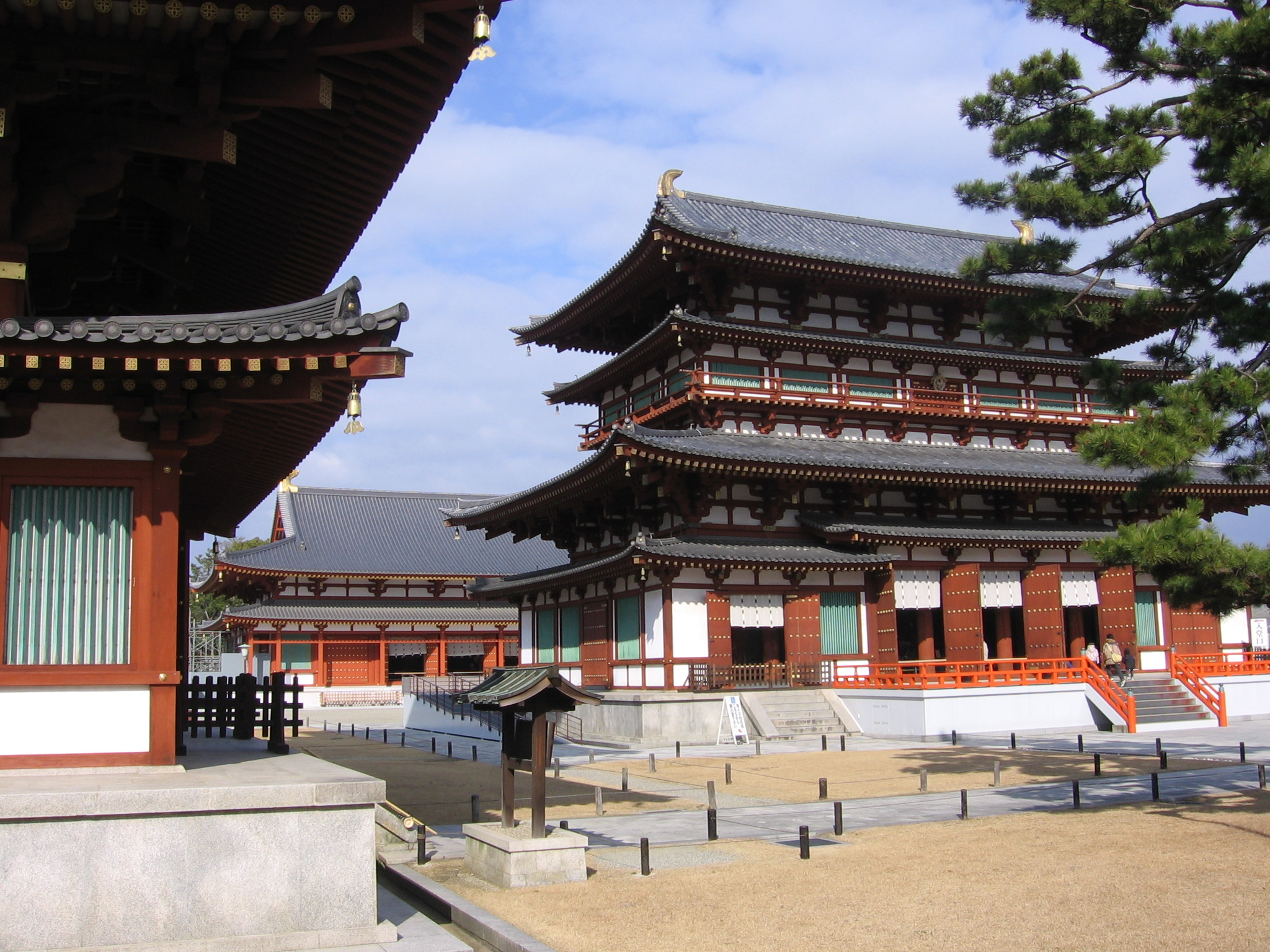
Udvar
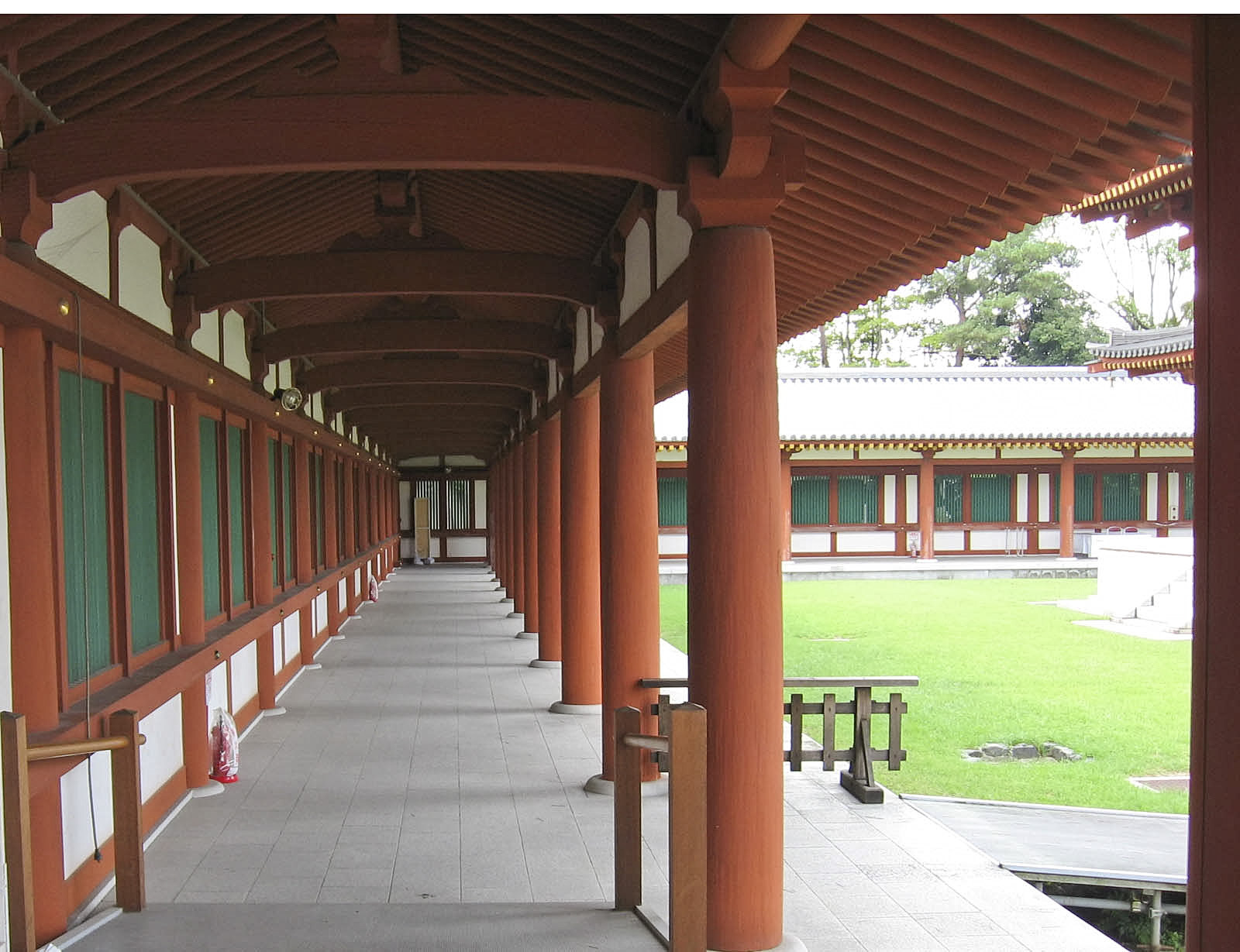
Kerengő